# Echitație la Jocurile Olimpice de vară din 2024 - dresaj pe echipe
Proba de echitație dresaj pe echipe de la Jocurile Olimpice de vară din 2024 a avut loc în perioada 30 iulie-1 august 2024 la Palatul Versailles.

## Program
Orele sunt ora Franței (UTC+1) 
| Data                    | Timp  | Etapă              |
| ----------------------- | ----- | ------------------ |
| Marți, 30 iulie 2024    | 11:00 | Grand Prix Ziua 1  |
| Miercuri, 31 iulie 2024 | 10:00 | Grand Prix Ziua 2  |
| Duminică, 4 august 2024 | 10:00 | Grand Prix Special |

## Rezultate

### Grand Prix
Rezultate Grand Prix.
| loc | Țară                       | Călăreți                                                                | Cai                                              | Scoruri individuale  | Scorul echipei | Note |
| --- | -------------------------- | ----------------------------------------------------------------------- | ------------------------------------------------ | -------------------- | -------------- | ---- |
| 1   | Germania                   | Frederic Wandres Isabell Werth Jessica von Bredow-Werndl                | Bluetooth OLD Wendy TSF Dalera BB                | 76,118 79,363 82,065 | 237,546        | Q    |
| 2   | Danemarca                  | Nanna Skodborg Merrald Daniel Bachmann Andersen Cathrine Laudrup-Dufour | Zepter Vayron Freestyle                          | 78,028 76,910 80,792 | 235,730        | Q    |
| 3   | Marea Britanie             | Carl Hester Becky Moody Charlotte Fry                                   | Fame Jagerbomb Glamourdale                       | 77,345 74,938 78,913 | 231,196        | Q    |
| 4   | Olanda                     | Dinja van Liere Emmelie Scholtens Hans Peter Minderhoud                 | Hermes Indian Rock Toto Jr.                      | 77,764 74,581 72,578 | 224,923        | Q    |
| 5   | Suedia                     | Juliette Ramel Patrik Kittel Therese Nilshagen                          | Buriel K.H. Touchdown Dante Weltino OLD          | 71,553 74,314 73,991 | 219,861        | Q    |
| 6   | Belgia                     | Flore de Winne Larissa Pauluis Domien Michiels                          | Flynn FRH Flambeau Intermezzo V/H Meerdaalhof    | 73,028 72,127 72,531 | 217,686        | Q    |
| 7   | Franța                     | Corentin Pottier Alexandre Ayache Pauline Basquin                       | Gotilas du Feuillard Jolene Sertorius de Rima Z  | 70,683 70,279 73,711 | 214,673        | Q    |
| 8   | Austria                    | Stefan Lehfellner Florian Bacher Victoria Max-Theurer                   | Roberto Carlos MT Fidertraum OLD Abegglen FH NRW | 68,183 71,009 74,301 | 213,493        | Q    |
| 9   | Finlanda                   | Emma Kanerva Henri Ruoste Joanna Robinson                               | Greek Air Tiffanys Diamond Glamouraline          | 73,680 70,621 65,637 | 209,938        | Q    |
| 10  | Australia                  | Jayden Brown William Matthew Simone Pearce                              | Quincy B Mysterious Star Destano                 | 68,991 69,953 70,171 | 209,115        | Q    |
| 11  | Canada                     | Naima Moreira Laliberte Chris von Martels Camille Carier Bergeron       | Statesman Eclips Finnländerin                    | 68,711 66,863 68,338 | 203,912        |      |
| 12  | Portugalia                 | António do Vale Maria Caetano Rita Ralao Duarte                         | Fine Fellow - H Hit Plus Irao                    | 66,910 66,630 68,261 | 201,801        |      |
| 13  | Spania                     | Claudio Castilla Ruiz Juan Antonio Jiménez Cobo Borja Carrascosa        | Hi-Rico do Sobral Euclides Mor Frizzantino FRH   | 69,829 60,031 70,823 | 200,683        |      |
| 14  | Polonia                    | Katarzyna Milczarek Sandra Sysojeva Aleksandra Szulc                    | Guapo Maxima Bella Breakdance                    | 66,910 73,416 60,078 | 200,404        |      |
| 15  | Statele Unite ale Americii | Marcus Orlob Adrienne Lyle Steffen Peters                               | Jane Helix Suppenkasper                          | C 72,593 66,491      | C              |      |

### Grand Prix Special
Rezultate Grand Prix Special.
| loc | Țară           | Călăreți                                                                | Cai                                              | Scoruri individuale  | Scorul echipei | Note |
| --- | -------------- | ----------------------------------------------------------------------- | ------------------------------------------------ | -------------------- | -------------- | ---- |
| 1   | Germania       | Frederic Wandres Isabell Werth Jessica von Bredow-Werndl                | Bluetooth OLD Wendy TSF Dalera BB                | 75,942 79,894 79,954 | 235,790        |      |
| 2   | Danemarca      | Daniel Bachmann Andersen Nanna Skodborg Merrald Cathrine Laudrup-Dufour | Vayron Zepter Freestyle                          | 75,973 78,480 81,216 | 235,669        |      |
| 3   | Marea Britanie | Becky Moody Carl Hester Charlotte Fry                                   | Jagerbomb Fame Glamourdale                       | 76,489 76,520 79,483 | 232,492        |      |
| 4   | Olanda         | Hans Peter Minderhoud Emmelie Scholtens Dinja van Liere                 | Toto Jr. Hermes Indian Rock                      | 72,644 70,684 77,720 | 221,048        |      |
| 5   | Belgia         | Domien Michiels Larissa Pauluis Flore de Winne                          | Intermezzo V/H Meerdaalhof Flambeau Flynn FRH    | 72,386 69,179 74,149 | 215,714        |      |
| 6   | Franța         | Corentin Pottier Alexandre Ayache Pauline Basquin                       | Gotilas du Feuillard Jolene Sertorius de Rima Z  | 71,748 70,821 72,720 | 215,289        |      |
| 7   | Suedia         | Juliette Ramel Therese Nilshagen Patrik Kittel                          | Buriel K.H. Dante Weltino OLD Touchdown          | 68,830 69,650 74,331 | 212,811        |      |
| 8   | Finlanda       | Joanna Robinson Henri Ruoste Emma Kanerva                               | Glamouraline Tiffanys Diamond Greek Air          | 71,322 66,413 74,301 | 212,036        |      |
| 9   | Austria        | Stefan Lehfellner Florian Bacher Victoria Max-Theurer                   | Roberto Carlos MT Fidertraum OLD Abegglen FH NRW | 67,143 70,608 73,754 | 211,505        |      |
| 10  | Australia      | Jayden Brown William Matthew Simone Pearce                              | Quincy B Mysterious Star Destano                 | 70,152 69,711 67,340 | 207,203        |      |